# Зонтичные
Зо́нтичные (лат. Umbellíferae), или Cельдере́евые, или Cельдере́йные (лат. Apiáceae) — семейство растений из порядка Зонтикоцветные (Apiales) класса Двудольные.

## Ботаническое описание
Как правило, зонтичные — многолетние (но часто монокарпические) травы, иногда двулетние или однолетние, некоторые — кустарники или небольшие деревья.
Представители семейства легко узнаются по характерным соцветиям — сложным зонтикам, реже соцветия — простые зонтики или головки.
Цветки мелкие, большей частью белые, реже жёлтые или голубые, обычно правильные, обоеполые, чашечка едва заметна, венчик с пятью лепестками, пестик один, завязь — полунижняя, двугнёздная.
Формула цветка: {\displaystyle \ast Ca_{(5-0)}\;Co_{5}\;A_{5}\;G_{{\overline {(2)}}{-}}}.
Плод — двураздельная семянка, называемая вислоплодником
Листья очерёдные, как правило перисто-рассечённые, часто с большим вздутым влагалищем.

## Распространение и экология
В семействе Зонтичные известно более четырёхсот родов и около трёх с половиной тысяч видов, распространённых по всему земному шару, преимущественно в умеренном климате Европы, Азии и Северной Америки. В Южном полушарии преобладают представители подсемейства Hydrocotyloideae.
В России (по состоянию на 2012 год) встречается 288 видов семейства зонтичных относящихся к 108 родам. Самыми крупными родами зонтичных во флоре России являются: Володушка (Bupleurum) — 26 видов, Борщевик (Heracleum) — 19, Жабрица (Seseli) — 19, Дудник (Angelica) — 18, Бутень (Chaerophyllum) — 11, Бедренец (Pimpinella) — 9. В то же время 71 род представлен на территории России одним видом каждый. 
Эндемичный род зонтичных в России один: это — Магадания (Magadania) с двумя видами, встречающимися на северо-востоке страны. По сравнению с другими крупными регионами России наибольшее видовое разнообразие зонтичных наблюдается на Северном Кавказе — 168 видов, причём 99 видов и 24 рода в других частях России не встречаются в дикорастущем состоянии.

## Значение и применение
Зонтичные — одно из наиболее важных в хозяйственном отношении семейств цветковых растений. Очень многие зонтичные высоко ценятся как источники эфирных масел — кориандр (Coriandrum sativum), анис (Pimpinella anisum), тмин (Carum carvi), ажгон (Trachyspermum ammi) и многие другие. Ценные овощные растения — морковь (Daucus carota), петрушка (Petroselinum crispum), сельдерей (Apium graveolens), укроп (Anethum graveolens), фенхель (Foeniculum vulgare), пастернак (Pastinaca sativa) и др. Большинство их используется в качестве приправы.
Довольно много среди зонтичных лекарственных растений, особенно благодаря высокому содержанию в них кумаринов и их производных (амми, укроп, ферула). Некоторые виды очень ядовиты и опасны для человека и скота; среди них наиболее известны водно-болотный вёх ядовитый (Cicuta virosa) с характерными вздутыми и разделёнными на воздушные камеры корневищами, борщевик Сосновского (Heracléum sosnówskyi) и болиголов (Conium maculatum) — сорно-рудеральный двулетник с голым малиново-пятнистым стеблем.
Из декоративных растений среди зонтичных можно назвать следующие: синеголовник альпийский (Eryngium alpinum), володушка круглолистая (Bupleurum rotundifolium), астранция (Astrantia).
Некоторые виды засоряют посевы (бутень, сныть, скандикс).

## Классификация
Общее число родов — более четырёхсот. Некоторые из них:
- Aegopodium — Сныть
- Aethusa — Кокорыш
- Ammi — Амми
- Anethum — Укроп
- Angelica — Дудник
- Anthriscus — Купырь
- Apium — Сельдерей
- Astrantia — Астранция
- Berula — Берула, или Поручейничек
- Bifora — Бифора
- Bunium — Буниум
- Carum — Тмин
- Caucalis — Прицепник
- Chaerophyllum — Бутень
- Cicuta — Вёх, или Цикута
- Cnidium — Жгун-корень
- Conium — Болиголов
- Coriandrum — Кориандр, или Кишнец
- Cryptotaenia — Скрытница
- Daucus — Морковь
- Eryngium — Синеголовник
- Falcaria — Резак
- Ferula — Ферула
- Foeniculum — Фенхель
- Glehnia — Гления
- Hacquetia — Гакетия
- Heracleum — Борщевик
- Laser — Лазурник
- Laserpitium — Гладыш
- Levisticum — Любисток
- Ligusticum — Лигустикум
- Myrrhis — Миррис
- Oenanthe — Омежник
- Osmorhiza — Осмориза
- Pastinaca — Пастернак
- Petroselinum — Петрушка
- Peucedanum — Горичник
- Pimpinella — Бедренец
- Pleurospermum — Реброплодник
- Prangos — Прангос
- Sanicula — Подлесник
- Scandix — Скандикс
- Selinum — Гирча
- Seseli — Жабрица
- Silaum — Морковник
- Sison — Петрушечник
- Sium — Поручейник
- Smyrnium — Смирния
- Tauschia — Таушия
- Torilis — Пупырник, или Торилис
- Trachyspermum — Айован
- Turgenia — Тургеневия